# Escuela Nacional de Pintura, Escultura y Grabado „La Esmeralda“
Die Escuela Nacional de Pintura, Escultura y Grabado „La Esmeralda“ (ENPEG) in Mexiko-Stadt hat ihren Ursprung in der 1927 von Guillermo Ruiz in der ehemaligen Klosteranlage „Convento de la Merced“ (heute geläufig als „Exconvento de la Merced“) gegründeten Bildhauer- und Holzschnitzerschule, und ist heute eine Institution des Instituto Nacional de Bellas Artes y Literatura (INBAL).

## Geschichte
In den 1930er Jahren zog die Einrichtung in die Gasse um, durch die sie ihren Namen „La Esmeralda“ erhielt. In der von Ruiz geleiteten Schule lehrten unter anderem auch Raúl Anguiano, Feliciano Peña und José Chávez Morado. 1943 übernahm der Maler Antonio M. Ruiz die Leitung der bis dahin eher provisorisch anmutenden Schule. Er gestaltete das Gebäude neu, teilte die Ausbildung auf mehrere Klassen auf und entwickelte den ersten Lehrstoffplan. Durch die Absegnung des Lehrstoffplans durch das Secretaría de Educación Pública wurde die Schule 1943 offiziell zur Kunstschule. Zu den bedeutenden Lehrkräften zu dieser Zeit zählten die Künstler Diego Rivera, Francisco Zúñiga, Frida Kahlo, Carlos Orozco Romero, María Izquierdo und Agustín Lazo. 1994 verlegte die „La Esmeralda“ ihren Sitz in die Guerrero-Siedlung ins Kunstzentrum Centro Nacional de las Artes. Seit 2018 ist Karla Alexandra Villegas Ramírez Direktorin.
Deutsche Partnerschulen der ENPEG sind die Staatliche Akademie der Bildenden Künste Karlsruhe und die Hochschule für Bildende Künste Braunschweig.

## Direktoren
- Guillermo Ruiz (1927–1943)
- Antonio M. Ruiz (1942–1952)
- Carlos Alvarado Lang (1952–1960)
- Fernando Castro Pacheco (1960–1972)
- Benito Messeguer (1973–1976)
- Rolando Arjona Amábilis (1976–1983)
- Arturo Estrada (1983–1985)[4][5]
- Lorenzo Guerrero (1985–1991)
- José Zúñiga Delgado (1991–1993)
- Mario Rendón (1993–1997)
- Arturo Rodríguez Döring (1998–2004)
- Othón Téllez (2005–2009)
- Eloy Tarcisio (2009–2013)
- Carla Rippey (2014–2018)[6]
- Karla Alexandra Villegas Ramírez (seit 2018)[3]

## Anmerkung
1. ↑  Zur Übersetzung des Eigennamens: Im Deutschen ist die ENPEG auch unter dem Begriff Kunstakademie „La Esmeralda“ geläufig. Die sinngemäße Übersetzung des Eigennamens ist aber Nationale Schule für Malerei, Bildhauerei und Grafik „La Esmeralda“.